# Dacus melanohumeralis
Dacus melanohumeralis är en tvåvingeart som beskrevs av Drew 1989. Dacus melanohumeralis ingår i släktet Dacus och familjen borrflugor. Inga underarter finns listade i Catalogue of Life.